# 洛桑邮政总局
洛桑邮政总局（Hôtel des Postes）是瑞士沃州洛桑的一座历史建筑，位于市中心的圣方济各广场。
目前的建筑建于1896年至1900年之间，建筑师欧仁·约斯特。海关和瑞士邮政设于其内。
该建筑被列入瑞士国家和区域重要文化财产名录。